# Ocreatus
Ocreatus és un gènere d'ocells de la subfamília dels lesbins (Lesbiinae) dins la família dels troquílids (Trochilidae).

## Taxonomia
Considerat per algunes classificacions un gènere amb una única espècie:
- Ocreatus underwoodii (sensu latu) - Colibrí cua de fulla.

Segons la Classificació del Congrés Ornitològic Internacional (versió 14.1, 2024) aquest gènere està format per tres espècies:
- Ocreatus peruanus - Peruvian racket-tail	(colibrí cua de fulla del Perú).
- Ocreatus addae - Rufous-booted racket-tail (colibrí cua de fulla bota-rogenc)
- Ocreatus underwoodii-	White-booted racket-tail (colibrí cua de fulla botablanc).